# Усть-Уйский сельсовет
Усть-У́йский сельсовет — упразднённые административно-территориальная единица и муниципальное образование со статусом сельского поселения в составе Целинного района Курганской области.
Административный центр — село Усть-Уйское.
Законом Курганской области от 29.06.2021 № 73 к 9 июля 2021 года сельсовет упразднён в связи с преобразованием муниципального района в муниципальный округ.

## История
- Сельсовет образован в 1919 году в Усть-Уйской волости Куртамышского уезда.
- Постановлениями ВЦИК от 3 и 12 ноября 1923 года в составе Челябинского округа Уральской области РСФСР образован Усть-Уйский район.
- 17 января 1934 года район вошёл в состав вновь образованной Челябинской области.
- 6 февраля 1943 года район вошёл в состав вновь образованной Курганской области.
- 1 февраля 1963 года Усть-Уйский район вошёл в состав укрупнённого Целинного сельского района.

В соответствии с Законом Курганской области от 6 июля 2004 года № 419 сельсовет наделён статусом сельского поселения.

## Население
| 1989  | 2002  | 2004  | 2010  | 2012  | 2013  | 2014  |
| ----- | ----- | ----- | ----- | ----- | ----- | ----- |
| 1468  | ↗1476 | ↘1472 | ↘1160 | ↘1121 | ↘1077 | ↘1058 |
| 2015  | 2016  | 2017  | 2018  | 2019  | 2020  |       |
| ↘1008 | ↘966  | ↘929  | ↘909  | ↘900  | ↘863  |       |

## Состав сельского поселения
| № | Населённый пункт | Тип населённого пункта       | Население |
| - | ---------------- | ---------------------------- | --------- |
| 1 | Красный Октябрь  | деревня                      | ↘178      |
| 2 | Подуровка        | деревня                      | ↘163      |
| 3 | Усть-Уйское      | село, административный центр | ↘819      |